# Lucha libre mexicana

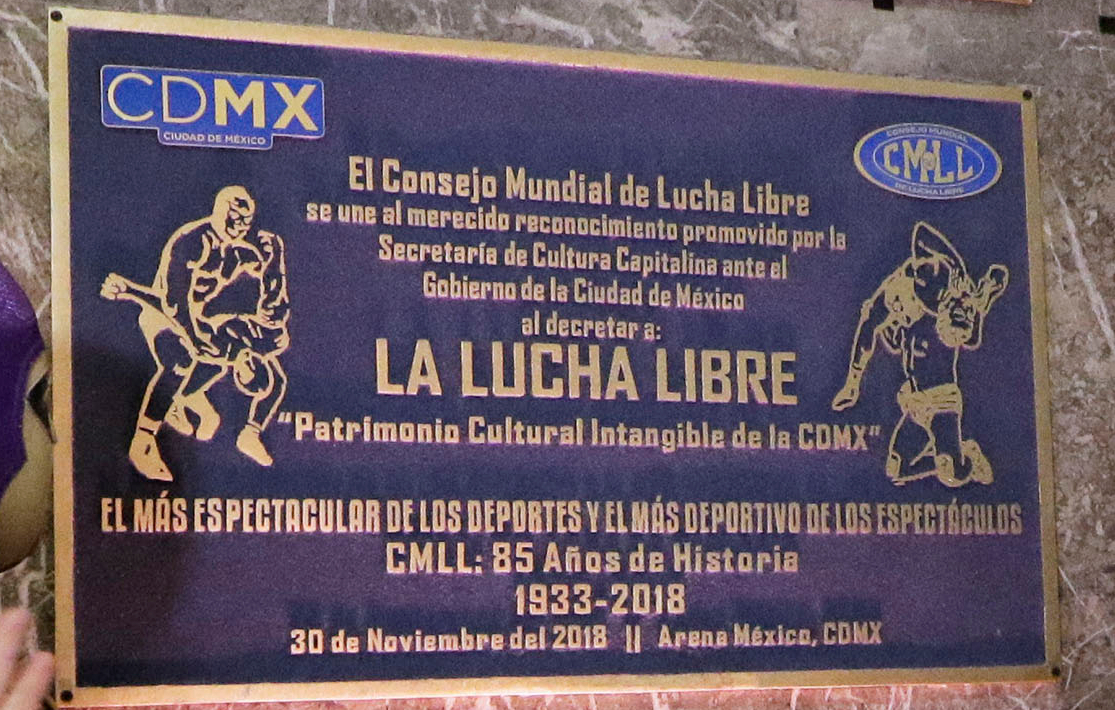
Placa conmemorativa de la lucha libre como patrimonio cultural inmaterial de la Ciudad de México.

Lucha libre mexicana es el término para el estilo de lucha libre profesional originario de México. Desde su introducción a principios del siglo XX, se ha convertido en una forma única del género, caracterizada por máscaras coloridas, secuencias rápidas de llaves de rendición y técnicas aéreas de alto vuelo, algunas de las cuales han sido adoptadas por luchadores extranjeros. El uso de máscaras ha adquirido un significado especial, y a veces se disputan combates en los que el perdedor debe quitarse la máscara permanentemente, lo cual es una apuesta con un alto grado de peso. La lucha por equipos, popularmente conocidas como «relevos australianos» es especialmente frecuente en la lucha libre mexicana, en particular los combates con equipos de tres miembros.
Cabe señalar que en el resto del mundo, fuera de Iberoamérica (sobre todo en los Estados Unidos y en Japón), al estilo de la lucha libre mexicana se le conoce por su nombre en castellano, lucha libre (sin importar el idioma). Se evoca el «mexicana» por las diferencias en la técnica luchística, acrobacias, reglas y folklore propio del país que le da una característica de autenticidad con respecto hacia la lucha de otros países. También en México se le conoce como pancracio (que es el término utilizado en la Grecia clásica para denominar a esta actividad) así como también el arte del catch.
Los luchadores mexicanos suelen provenir de familias extensas de luchadores, que a menudo forman sus propios grupos.
El 21 de julio de 2018, la lucha libre mexicana fue nombrada patrimonio cultural inmaterial de la Ciudad de México.

## Características distintivas
Los luchadores mexicanos son tradicionalmente más ágiles y realizan más maniobras aéreas que sus homólogos estadounidenses o australianos, quienes a menudo dependen de la potencia y los golpes duros para someter a sus oponentes. La diferencia en los estilos se debe a la evolución independiente de la lucha libre profesional en México a partir de la década de 1930 y al hecho de que los luchadores en las divisiones de peso crucero y otras de peso más bajas suelen ser más populares en la lucha libre mexicana que los pesos pesados. Los luchadores ejecutan ataques característicos de alto vuelo usando las cuerdas del ring para catapultarse hacia sus oponentes, usando combinaciones intrincadas en una sucesión rápida y aplicando complejas llaves de sumisión. Los rings utilizados en la lucha libre mexicana (que generalmente tienen forma cuadrada, aunque algunas promociones usan rings hexagonales) generalmente carecen de los soportes de resorte agregados a los rings de las promociones extranjeras; como resultado, la lucha libre mexicana no enfatiza los golpes de espalda plana como en otros estilos de lucha libre profesional. Por esta misma razón, las maniobras aéreas casi siempre se realizan sobre los oponentes fuera del ring, lo que permite al luchador amortiguar su caída con una voltereta acrobática.
La lucha libre mexicana tiene varias categorías de peso diferentes, muchas dirigidas a luchadores más pequeños y ágiles, que a menudo debutan a mediados de la adolescencia. Esto permitió que luchadores dinámicos de alto vuelo como Rey Mysterio Jr., Juventud Guerrera, Super Crazy y Místico, entre otros, desarrollaran años de experiencia a mediados de sus veintes. Varios luchadores japoneses prominentes también comenzaron sus carreras entrenando en México y compitiendo en las categorías de peso más ligero antes de convertirse en estrellas en Japón. Estos luchadores incluyeron a Gran Hamada, Satoru Sayama, Jushin Liger, Último Dragón y Kazuchika Okada, entre otros.
La lucha libre mexicana también es conocida por sus combates por equipos. Los equipos suelen estar formados por tres o cuatro miembros, en lugar de dos, como es común en Estados Unidos. Los equipos de tres participan en combates de tríos, mientras que los de cuatro participan en combates atómicos. De los miembros del equipo, uno suele ser designado capitán. Una caída exitosa en un combate por equipos puede lograrse inmovilizando al capitán del equipo contrario o a los otros dos miembros. Un árbitro también puede detener el combate por «castigo excesivo» y otorgarle la victoria a la víctima. Las caídas suelen ocurrir simultáneamente, lo que contribuye a la estilización de la acción. Además, un luchador puede optar por salir del ring en lugar de tocar a un compañero o simplemente ser noqueado, momento en el que uno de sus compañeros puede entrar. Como resultado, la fórmula y el ritmo de combate por equipos que se ha desarrollado en los combates por equipos estadounidenses difieren de la lucha libre mexicana, ya que la carrera por el relevo no es una prioridad.

### Máscaras

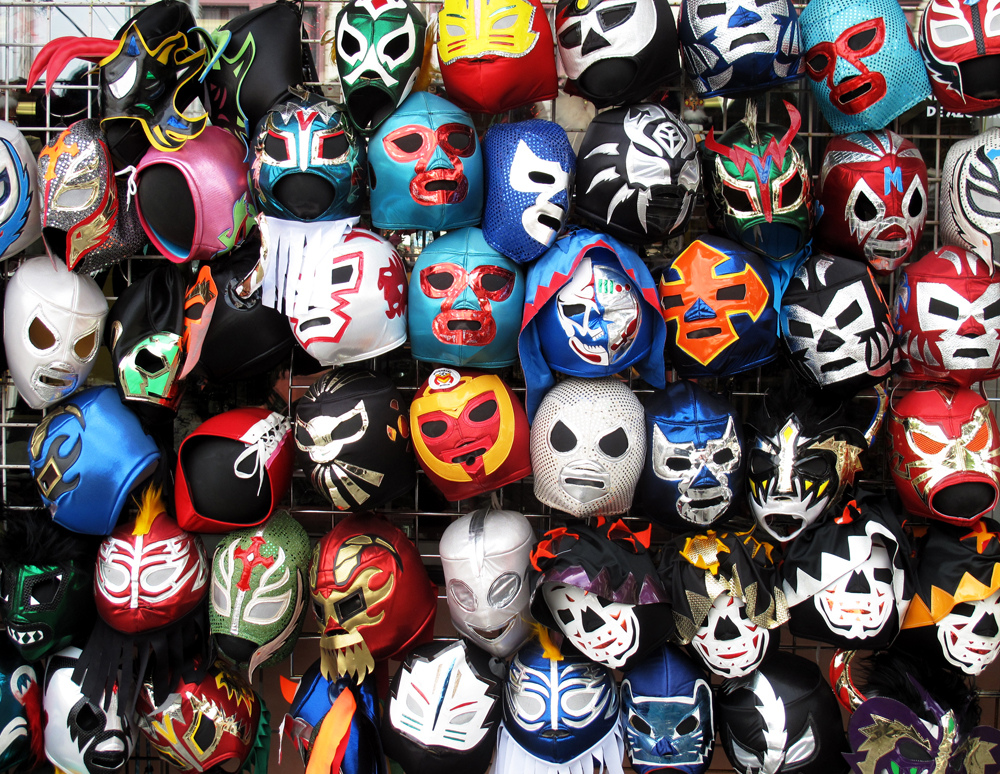
Una selección de máscaras de lucha libre vendidas en tiendas.

Las máscaras se han usado desde los inicios del deporte-espectáculo en México a principios del siglo XX y tienen un significado histórico para la nación en general, que se remonta a la época de los aztecas. Las primeras máscaras eran muy simples, con colores básicos para distinguir al luchador. En tiempos modernos, las máscaras están diseñadas de forma colorida para evocar imágenes de animales, dioses, héroes antiguos y otros arquetipos, cuya identidad adquiere el luchador durante una actuación. Prácticamente todos los luchadores en México comenzarán sus carreras usando máscaras, pero a lo largo de sus carreras, un gran número de ellos serán desenmascarados. A veces, un luchador programado para el retiro será desenmascarado en su combate final o al comienzo de una gira final, lo que significa una pérdida de identidad como ese personaje. Perder la máscara significa el final de un gimmick y el luchador pasa a un nuevo personaje y máscara. La máscara se considera sagrada hasta cierto punto, tanto que quitarle completamente la máscara a un oponente durante un combate es motivo de descalificación.
Los luchadores enmascarados hacen todo lo posible por ocultar su verdadera identidad; de hecho, la máscara es sinónimo del luchador. El Santo continuó usando su máscara después de retirarse, revelando su rostro solo brevemente en su vejez, y finalmente fue enterrado con su máscara plateada.
Más recientemente, las máscaras que portan los luchadores se han convertido en símbolos icónicos de la cultura mexicana. Artistas contemporáneos como Francisco Delgado y Xavier Garza incorporan máscaras de luchadores en sus pinturas.
Aunque las máscaras son un elemento destacado de la lucha libre mexicana, es un error pensar que todos los luchadores mexicanos usan una. Ha habido varios luchadores sin máscara que han triunfado, en particular Tarzán López, Salvador «Gory» Guerrero, Perro Aguayo y Negro Casas. Los luchadores que antes llevaban máscara y la perdieron, como El Satánico, Cien Caras, Cibernético y otros, han mantenido un éxito constante a pesar de perderla.

### Luchas de Apuestas

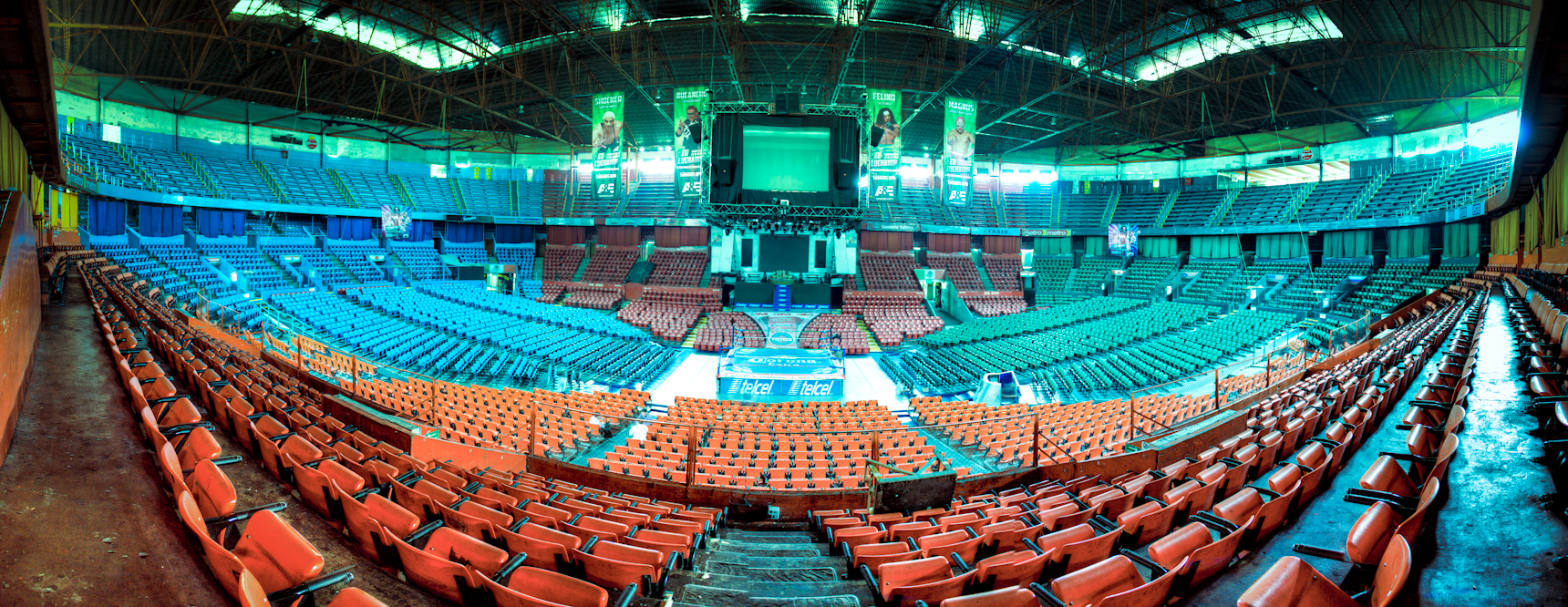
Una Arena México vacía configurada para eventos de lucha libre.

Dada la importancia que se da a las máscaras en la lucha libre mexicana, perderla ante un oponente se considera el mayor insulto y, en ocasiones, puede perjudicar gravemente la carrera del luchador desenmascarado. Arriesgar la máscara contra un oponente odiado es una tradición como medio para resolver una disputa acalorada entre dos o más luchadores. En las famosas «luchas de apuestas», los involucrados apuestan su máscara, su cabello u otro objeto valioso, como dinero o su carrera.
En una lucha de apuesta, los luchadores hacen una apuesta pública sobre el resultado del combate. Las formas más comunes son las luchas de máscara contra máscara, cabellera contra cabellera o máscara contra cabellera. Si un luchador pierde la máscara, debe quitársela después del combate. Si pierde la cabellera, se le afeita inmediatamente después. Generalmente, la verdadera identidad de un luchador enmascarado se desconoce previamente, por lo que es costumbre que revele su nombre real, ciudad de origen y años de experiencia como luchador profesional al desenmascararse.
Los luchadores enmascarados aparecieron por primera vez en México alrededor de la década de 1920, imitando a los gallos cubiertos en las peleas de gallos, y se popularizaron en el país en la década de 1930 tras la llegada de La Maravilla Enmascarada, una popular luchadora enmascarada estadounidense. Durante los primeros años de la lucha libre mexicana, se podía apostar por el luchador conocido o por el cubierto; al final del encuentro, este se revelaba y se podía ver de qué luchador se trataba. Los promotores pronto descubrieron que el misterio era muy atractivo para el público y optaron por mantener el secreto o vender que el luchador enmascarado solo se revelaría si era derrotado. Estas no eran luchas de apuestas propiamente dichas, ya que no había apuestas en juego entre los luchadores. Generalmente, se trataba de luchadores cubiertos que solían revelarse al final de la noche o después de algunas funciones. Sin embargo, los luchadores fueron tomando conciencia de la expectativa que su identidad secreta generaba en el público y gradualmente optaron por mantenerla en secreto durante más tiempo. También comenzaron a adoptar trucos con máscaras para diferenciarse del creciente número de luchadores.
Una de las primeras luchas de apuestas se presentó el 14 de julio de 1940 en la Arena México. Un luchador de peso mediano enmascarado, El Murciélago Enmascarado, era mucho más ligero que su oponente Octavio Gaona, por lo que solicitó una condición adicional antes de firmar un contrato para enfrentarlo: Octavio Gaona tendría que arriesgar su cabello a cambio de su máscara. Gaona ganó el combate y El Murciélago se vio obligado a desenmascararse, lo que contribuyó al surgimiento de la tradición.

### Categorías de peso
Dado que las raíces de la lucha libre mexicana se encuentran en la cultura latinoamericana de los deportes de combate, conserva un sistema de categorías de peso más detallado que la lucha libre estadounidense posterior a la Segunda Guerra Mundial. Al igual que algunas promociones de lucha libre británica y japonesa, las promociones mexicanas tienen sistemas detallados de categorías de peso inspirados en el boxeo. Cada categoría de peso tiene un límite superior oficial, pero se pueden encontrar ejemplos de luchadores que técnicamente son demasiado pesados para mantener el título de su categoría.
| Categoría                                   | Límite de peso/altura    | Títulos por división | Títulos por división | Títulos por división | Títulos por división | Títulos por división | Títulos por división | Títulos por división |
| ------------------------------------------- | ------------------------ | -------------------- | -------------------- | -------------------- | -------------------- | -------------------- | -------------------- | -------------------- |
| Peso Completo                               | Ilimitado                | National             | CMLL                 | AAA                  | UWA                  | NWA                  | IWRG                 | WWA                  |
| Peso Crucero / Peso Junior-Completo         | 105 kg (231,5 lb)        | National             |                      | AAA                  | UWA                  | NWA                  |                      | WWA                  |
| Peso Semicompleto                           | 97 kg (213,8 lb)         | National             | CMLL                 |                      | UWA                  | NWA                  |                      | WWA                  |
| Peso Super Medio / Peso Semicompleto Junior | 92 kg (202,8 lb)         |                      |                      |                      | UWA                  |                      |                      | WWA                  |
| Peso Medio                                  | 87 kg (191,8 lb)         | National             | CMLL                 |                      | UWA                  | NWA                  | IWRG                 | WWA                  |
| Peso Super Wélter                           | 82 kg (180,8 lb)         |                      |                      |                      |                      |                      | IWRG                 |                      |
| Peso Wélter                                 | 77 kg (169,8 lb)         | National             | CMLL                 |                      | UWA                  | NWA                  | IWRG                 | WWA                  |
| Peso Super Ligero                           | 73 kg (160,9 lb)         |                      | CMLL                 |                      |                      |                      |                      |                      |
| Peso Ligero                                 | 70 kg (154,3 lb)         | National             | CMLL                 |                      | UWA                  |                      | IWRG                 | WWA                  |
| Peso Pluma                                  | 63 kg (138,9 lb)         | National             |                      |                      | UWA                  |                      |                      |                      |
| Peso Gallo                                  | 57 kg (125,7 lb)         |                      |                      |                      |                      |                      |                      |                      |
| Peso Mosca                                  | 52 kg (114,6 lb)         |                      |                      |                      |                      |                      |                      |                      |
| Mini-Estrella                               | 1,524 m (5′ 0″)          | National             | CMLL                 | AAA                  |                      |                      |                      | WWA                  |
| Micro-Estrella                              | menos de 1,524 m (5′ 0″) |                      | CMLL                 |                      |                      | NWA                  |                      |                      |

### Otras características notables

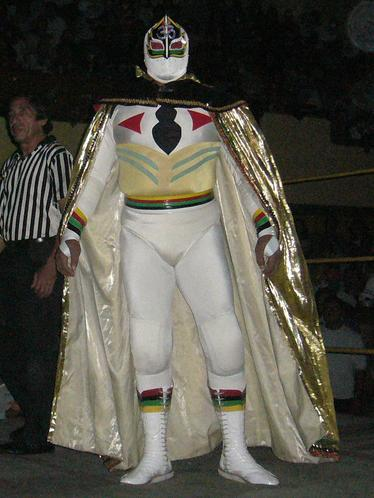
El Máscara Sagrada original ha estado involucrado en una larga disputa de derechos de autor por el uso del nombre, el atuendo y la máscara de Máscara Sagrada con AAA, quienes afirmaron poseer los derechos de autor del personaje e incluso han promocionado a otros luchadores con ese personaje.

Los luchadores se dividen tradicionalmente en dos categorías, los «rudos» o heels, que doblan o rompen las reglas, y los «técnicos» o faces, que siguen las reglas al pie de la letra. Los técnicos tienden a tener estilos de lucha muy formales, cercanos a la lucha grecorromana y las artes marciales tradicionales, al tiempo que incorporan técnicas aéreas, mientras que los rudos tienden a ser brawlers. Que los técnicos jueguen el papel de «chico bueno» y los rudos el de «chico malo» es muy característico de la lucha libre mexicana; los llamados tweeners, luchadores que llevan un híbrido de ambos papeles, son muy escasos.  También se sabe que los rudos hacen la transición a técnicos después de un momento decisivo en su carrera, como fue el caso de Blue Demon, quien decidió convertirse en técnico después de que su compañero de lucha, Black Shadow, fuera desenmascarado por El Santo. Los equipos de lucha a veces se componen de rudos y técnicos en lo que se conoce como «parejas increíbles». Estas parejas resaltan el conflicto entre el deseo de un luchador de ganar y su desprecio por su compañero.
Un gimmick básico presente en la lucha libre mexicana desde la década de 1950 es el de «luchador exótico», un personaje vestido de drag. Si bien al principio era más discreto, se argumenta que recientemente ha adquirido un cariz más extravagante.
Si bien, los luchadores que compiten en México buscan obtener un campeonato al ganar combates clave, las luchas por el título tienen un papel menos destacado que en otros países. Los títulos solo se pueden defender una vez al año.

## Reglas
Las reglas de la lucha libre mexicana son similares a las del puroresu japonés. Las luchas se pueden ganar inmovilizando al oponente contra la lona por cuenta de tres, obligándolo a rendirse, noqueándolo fuera del ring por una cuenta predeterminada (generalmente veinte) o por descalificación. Usar las cuerdas como palanca es ilegal, y una vez que un luchador está contra las cuerdas, su oponente debe soltar cualquier agarre y no podrá inmovilizarlo.
Las descalificaciones ocurren cuando un oponente usa una llave o movimiento ilegal, como el piledriver (conocido en el mundo hispanoparlante como «Martinete»), que es un movimiento ilegal en México y causa descalificación inmediata, aunque algunas variantes son legales en ciertas promociones; o cuando golpea a su oponente en la ingle; cuando usa interferencia externa; cuando ataca al árbitro; o cuando le arranca completamente la máscara a su oponente.
Una regla única en la lucha libre mexicana se aplica durante los combates por equipos: cuando un luchador legal de un equipo toca el suelo fuera del ring, un compañero puede entrar al ring para ocupar su lugar como competidor legal. Dado que el luchador legal puede pisar el suelo voluntariamente, no es necesario tocar a un compañero para entrar al combate. Esto a menudo permite una acción mucho más frenética en el ring de lo que sería posible con las reglas estándar de parejas.

## Tipos de luchadores

### Exóticos
Los «exóticos» son luchadores masculinos que, en sus actuaciones, incorporan aspectos percibidos socialmente como femeninos a sus personajes o gimmicks. A menudo comparados con las drag queens, se caracterizan por un estilo exagerado, vestuario femenino y humor. Aunque no todos los exóticos son gays, algunos lo son y la mayoría incorpora ambigüedad sexual en sus actuaciones. Con boas de plumas , tocados , lentejuelas o medias, a menudo se les considera un desafío a la cultura machista en el país.

### Mini-Estrellas

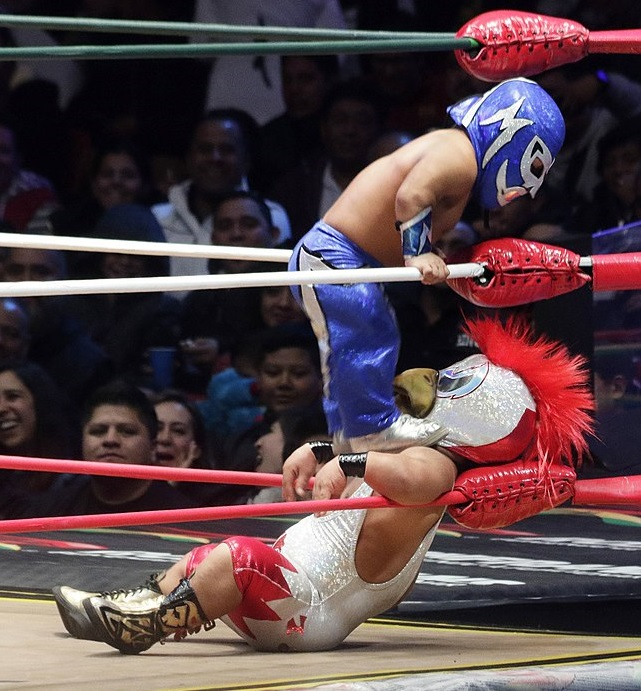
Microman (azul) luchando contra Zacarías el Perico, en 2018.

La lucha libre mexicana mantiene divisiones para luchadores conocidas como «Mini-Estrellas». A diferencia de la lucha enana estadounidense, las divisiones Mini-Estrellas no son solo para luchadores enanos, sino también para luchadores de baja estatura. La altura máxima permitida para participar en la división minis era originalmente de 1.52 metros, pero en los últimos años, luchadores como Pequeño Olímpico han trabajado en la división minis del CMLL a pesar de medir 1.69 metros (5 pies 6 pulgadas) .+1 ⁄ 2  pulgada) de alto. La lucha Mini-Estrella se popularizó por primera vez en la década de 1970 con luchadores como Pequeño Goliath y Arturito (un luchador con un truco de R2-D2) que se hicieron notar por sus habilidades cómicas. 
A finales de la década de 1980 y principios de la de 1990, CMLL creó la primera división de minis real, la creación del entonces booker de CMLL Antonio Peña, que puso énfasis en el atletismo y las técnicas espectaculares de alto vuelo por encima de la comedia. CMLL creó el Campeonato Mundial de Pequeños Estrellas CMLL en 1992, lo que lo convierte en el campeonato de minis más antiguo que aún existe en la actualidad. Los minis a menudo se basan en luchadores de «tamaño regular» y, a veces, se les llama «mascotas» si forman equipo con la versión de tamaño regular. En 2002, AAA introdujo el Campeonato de Parejas de Mascotas AAA, un título de parejas para equipos de un luchador de tamaño regular y una mascota.
En la década de 2010, el CMLL introdujo la división Micro-Estrellas, exclusivamente para luchadores con enanismo.

## Popularidad en el extranjero
Mil Máscaras es considerado uno de los primeros luchadores mexicanos en convertirse en una estrella fuera de su país natal y se le atribuye la popularización de este estilo de lucha libre en todo el mundo.
Con muchos luchadores profesionales japoneses completando su entrenamiento en México (notablemente Gran Hamada y sus estudiantes), la lucha libre mexicana comenzó a influir en el puroresu, que culminó en la creación del lucharesu en Japón, una mezcla de ambos estilos de lucha libre profesional. Mientras que la lucha libre mexicana combina técnicas de lucha grecorromana con maniobras aéreas de alto vuelo, el lucharesu japonés enfatiza un estilo de alto vuelo mucho más rápido. Entre luchadores que han popularizado el lucharesu incluyen a Último Dragón, The Great Sasuke, Super Delfín y Dick Togo, entre otros.
Los eventos del CMLL se transmitían previamente en Estados Unidos por las cadenas de cable en español Galavisión y LATV. Lucha Underground fue una serie de televisión dramática de acción con temática de lucha libre mexicana producida por United Artists Media Group, que se emitió en inglés por El Rey Network y en español por UniMás. Contó con luchadores del circuito independiente estadounidense y de la AAA. La serie, que se grabó en vivo en Boyle Heights, California, dejó de transmitirse después de su cuarta temporada.
Puerto Rico ha desarrollado un estilo y una presentación distintivos similares a los de México, y ha sido considerada una de las formas más populares de entretenimiento deportivo en la isla durante más de cincuenta años.
En Argentina, hubo una promoción de lucha libre inmensamente popular conocida como Titanes en el Ring, conocido por su enfoque único, extravagante y exagerado de la lucha libre profesional, que fue desarrollado por su promotor y estrella principal Martín Karadagian.
La lucha libre profesional en España y Francia se suele llamar «catch» (de catch wrestling) o «pressing catch» en el caso español.
Al igual que ambos países europeos, Perú también utiliza un término similar, que es «cachascán» (de catch as can) y los luchadores se llaman «cachascanistas».
En Brasil, la lucha libre profesional se conoce como luta livre profissional y telecatch; una gran estrella de la lucha libre brasileña fue Ted Boy Marino.
La lucha libre de cholitas —luchadoras vestidas como indígenas aymaras— son populares en Bolivia y han inspirado cómics.

## Promociones que utilizan el estilo luchístico mexicano

### Promociones regionales/nacionales
Entre las promociones mexicanas que han utilizado las reglas de la lucha libre mexicana, las más notables son:
- Consejo Mundial de Lucha Libre (CMLL)
- International Wrestling Revolution Group (IWRG)
- Lucha Libre AAA Worldwide (AAA)
- The Crash Lucha Libre
- Lucha Libre Elite
- Universal Wrestling Association (UWA)
- World Wrestling Association (WWA)

### Promociones extranjeras
La siguiente es una lista promociones de lucha libre profesional extranjeras que han utilizado las reglas de la lucha libre mexicana:
Japón
- Dragon Gate
- Michinoku Pro Wrestling
- Osaka Pro Wrestling (OPW)
- Real Lucha Libre (RLL)
- Tokyo Tama Luchas (TTT)
- Toryumon
- Universal Lucha Libre (UWF)

Otros países de América, Reino Unido y Australia
- Demand Lucha (DMLL) — Canadá
- Society Action Wrestling (SAW) — Colombia
- Chikara — Estados Unidos
- Invasión Mundial de Lucha Libre (IMLL) — Estados Unidos
- Lucha Libre USA (LLUSA) — Estados Unidos
- Lucha Britannia — Reino Unido
- Lucha Libre World — Reino Unido
- Lucha Fantástica — Australia

## Lucha libre mexicanaen la cultura popular

### Cine
Los luchadores El Santo, Blue Demon y Mil Máscaras, conocidos colectivamente como los «Tres Grandes de la Lucha Libre Mexicana», se convirtieron en héroes populares y símbolos de justicia para el hombre común a través de sus apariciones en películas de luchadores.
La película Nacho Libre, protagonizada por Jack Black como un sacerdote convertido en luchador, se inspiró en la historia del padre Sergio Gutiérrez Benítez, un sacerdote católico de la vida real que luchó como Fray Tormenta para ganar dinero para su iglesia.
El documental de 2016 Lucha México capturó las vidas de algunos de los luchadores modernos más conocidos del país. Dirigido por Alex Hammond e Ian Markiewicz, el largometraje documentó las vidas y carreras de Shocker, Blue Demon Jr., Perro Aguayo Jr.y Último Guerrero.
La película animada de Rob Zombie, The Haunted World of El Superbeasto, está protagonizada por un luchador mexicano llamado «El Superbeasto».
El antagonista principal de la película animada Despicable Me 2, «El Macho», luce un disfraz parecido al de un luchador, en consonancia con su tema de la cultura mexicana.

### Televisión
Los programas de televisión también se han inspirado en la lucha libre, especialmente series animadas como Mucha Lucha, El Tigre: las aventuras de Manny Rivera.
«The Cautionary Tale of Numero Cinco», un episodio de la serie de televisión Angel, contó la historia de una familia de luchadores llamada «Los Hermanos Números» que también lucharon contra el mal.
En el programa de televisión británico Justin Lee Collins: The Wrestler, Justin Lee Collins compite como el rudo «El Glorioso», contra el luchador exótico Cassandro, en el Roundhouse, y finalmente pierde y es desenmascarado.
El libro y la serie de televisión The Strain de Guillermo del Toro y Chuck Hogan presenta a un personaje de luchador retirado llamado «Angel de la Plata», basado en El Santo e interpretado por Joaquín Cosio. En la historia, este luchador fue una importante estrella dentro de la industria, apareciendo tanto en el ring como en una serie de películas donde su personaje luchó contra todo tipo de enemigos, incluyendo vampiros. Una lesión de rodilla puso fin a su carrera, pero es llamado a usar sus habilidades de lucha contra una invasión de vampiros en la vida real de Nueva York.
La serie de acción real de Fox Kids, Los Luchadores (2001), fue protagonizada por un trío de luchadores enmascarados compuesto por «Lobo Fuerte», «Maria Valentine» y «Turbine», quienes no solo participan en torneos de lucha libre, sino que también luchan para proteger su hogar, Union City, de numerosas amenazas (tanto naturales como sobrenaturales).

### Videojuegos
En los videojuegos, destacan luchadores mexicanos ficticios como «El Fuerte» de Street Fighter, los personajes de «Ramón», «Ángel» y «Tizoc» en The King of Fighters y «La Mariposa» de la franquicia Dead or Alive.